# Amorphophallus niahensis
Amorphophallus niahensis är en kallaväxtart som beskrevs av Peter Charles Boyce och Wilbert Leonard Anna Hetterscheid. Amorphophallus niahensis ingår i släktet Amorphophallus och familjen kallaväxter. Inga underarter finns listade.